# Nightmares & Dreamscapes: Nach den Geschichten von Stephen King
Nightmares & Dreamscapes: Nach den Geschichten von Stephen King (Alternativtitel: Stephen Kings Alpträume) ist eine US-amerikanische Fernseh-Miniserie, bestehend aus acht Episoden nach diversen Kurzgeschichten von Stephen King. Als Vorlage dienten Geschichten aus den Kurzgeschichtensammlungen Nachtschicht (OT: Night Shift) von 1978, Alpträume (OT: Nightmares & Dreamscapes) von 1993 und Im Kabinett des Todes (OT: Everything's Eventual) von 2002.

## Episoden

### Battleground
Regie: Brian Henson

Drehbuch: Richard Christian Matheson

Darsteller:

- William Hurt als Jason Renshaw
- Bruce Spence als Hans Morris

Der Berufskiller Jason Renshaw ermordet auftragsgemäß Hans Morris, den Vorstand einer Spielzeugfabrik.

Als er Zuhause ankommt, erwartet ihn bereits ein Paket voll Spielzeugsoldaten. Die Miniatur-Militärtruppe erwacht zum Leben und startet einen Rachefeldzug, der trotz Renshaws Einfallsreichtum in einem explosiven Finale endet.

Battleground basiert auf der Kurzgeschichte Schlachtfeld (OT: Battleground) aus Stephen Kings Kurzgeschichtensammlung Nachtschicht aus dem Jahr 1978.

### Crouch End
Regie: Mark Haber

Drehbuch: Kim LeMasters

Darsteller:

- Claire Forlani als Doris Freeman
- Eion Bailey als Lonnie Freeman
- Linal Haft als Archibald, der Taxifahrer

Doris und Lonnie Freeman sind frisch verheiratet und verbringen ihre Flitterwochen in London.

Eine Einladung zum Abendessen führt sie beide in den Stadtteil Crouch End, wo sie sich verirren und sich in einem dämonischen Dimensionsstrudel verlieren. Um wieder zurückzukommen, müssen sie sich beeilen, denn das Wesen, das in dieser Parallelwelt herrscht, ist ihnen bereits dicht auf den Fersen.

Crouch End basiert auf der gleichnamigen Geschichte aus Stephen King’s Kurzgeschichtensammlung Alpträume aus dem Jahr 1993.

### In der falschen Welt
Regie: Rob Bowman

Drehbuch: April Smith

Darsteller:

- William H. Macy als Clyde Umney / Sam Landry
- Jacqueline McKenzie als Linda Landry / Gloria Demmick
- Tory Mussett als Arlene „Candy“ Cain / Poolmädchen

Der hartgesottene Privatschnüffler Clyde Umney versteht die Welt bzw. seine Welt nicht mehr. Alle seine alten Freunde sterben oder verlassen ihn, seine dralle Sekretärin Arlene kündigt fristlos und sein Stammlokal wird dichtgemacht.

Des Rätsels Lösung: Umney ist nur eine Romanfigur, erschaffen von Krimiautor Sam Landry. Dieser will aufgrund von persönlichen Problemen von seiner in Umneys Welt wechseln und schreibt die Story nun für seine Bedürfnisse um.
Doch der pfiffige Detektiv nimmt das nicht so einfach hin und kämpft um sein Recht  zu leben.

In der falschen Welt basiert ebenfalls auf einer Geschichte aus Stephen King’s Alpträume von 1993, Umneys letzter Fall (OT: Umney's Last Case).

### Das Ende vom Ende
Regie: Mikael Salomon

Drehbuch: Lawrence D. Cohen

Darsteller:

- Ron Livingston als Howard Fornoy
- Henry Thomas als Robert „Bobby“ Fornoy

Der Filmemacher Howard Fornoy liegt bereits im Sterben, als er eine Videoaufzeichnung von sich anfertigt, auf der er erzählt, inwiefern er am Untergang der menschlichen Zivilisation beteiligt war.

Sein jüngerer Bruder Bobby war ein absolutes Wunderkind, ein Genie wie aus dem Bilderbuch. Nach einer Blitzkarriere in allen möglichen wissenschaftlichen Fachgebieten und ständig wechselnden Interessensgebieten erkannte er was sein großes Ziel sein sollte. Er träumte davon einen Weg zu finden, den Weltfrieden herbeizuführen. Bobbys Traum wurde wahr, hatte aber grauenhafte Nebenerscheinungen.
Das Ende vom Ende basiert auf Stephen King’s Geschichte Das Ende des ganzen Schlamassels (OT: The End of the Whole Mess), die ebenfalls aus der Kurzgeschichtensammlung Alpträume stammt.

### Im Kabinett des Todes
Regie: Sergio Mimica-Gezzan

Drehbuch: Peter Filardi

Darsteller:

- Tom Berenger als Richard Kinnell
- Marsha Mason als Tante Trudy

Der erfolgreiche Horrorautor Richard Kinnell erwirbt ein geheimnisvolles Gemälde.

Er muss jedoch bald erfahren, dass das Gemälde mehr zeigt, als es den Anschein hat. Der Mann auf dem Bild scheint Kinnell zu verfolgen, denn im Hintergrund sind Orte zu sehen an denen er selbst noch vor kurzem war. Der Straßenvirus, so der Titel des Bildes, kommt immer näher und hinterlässt dabei eine Spur aus Blut und Tod.
Im Kabinett des Todes basiert auf der Kurzgeschichte Der Straßenvirus zieht nach Norden (OT: The Road Virus Heads North) aus Stephen King’s Geschichtensammlung Im Kabinett des Todes aus dem Jahr 2002.

### Das fünfte Viertel
Regie: Rob Bowman

Drehbuch: Alan Sharp

Darsteller:

- Jeremy Sisto als Willie Evans
- Samantha Mathis als Karen Evans
- Robert Mammone als Jagger

Willie Evans hat die letzten sieben Jahre seines Lebens im Gefängnis verbracht und sein großer Vorsatz bei seiner Entlassung lautet: „Raus und nie wieder zurück.“

Doch plötzlich taucht ein alter Freund bei ihm und seiner Frau auf, er ist tödlich verwundet und hat einen Teil eines Planes bei sich der, wenn alle Teile zusammengesetzt sind, den Weg zu einem Vermögen aufzeigen soll. Was nach einer abenteuerlichen Schatzsuche klingt wird zu einem Rennen auf Leben und Tod da auch andere hinter dem Kartenfragment her sind.
Das fünfte Viertel basiert auf Stephen King’s gleichnamiger Kurzgeschichte aus der Geschichtensammlung Abgrund; allerdings ist diese Geschichte auch in der deutschsprachigen Gesamtausgabe zu finden.

### Autopsieraum 4
Regie: Mikael Salomon

Drehbuch: April Smith

Darsteller:

- Richard Thomas als Howard Cottrell
- Greta Scacchi als Dr. Katie Arlen
- Paul Gleeson als Ed Brooks

Der Börsenmakler Howard Cottrell wird in die Pathologie eingeliefert.

Dr. Katie Arlen trifft bereits alle Vorbereitungen für eine Autopsie. Alles sieht nach reinster Routine aus, doch in diesem Fall gibt es ein klitzekleines Problem, Howard ist nicht so tot wie es den Anschein hat.
Autopsieraum 4 basiert auf der gleichnamigen Geschichte aus der Kurzgeschichtensammlung Im Kabinett des Todes von Stephen King.

### Rock ’n’ Roll wird niemals sterben
Regie: Mike Robe

Drehbuch: Mike Robe

Darsteller:

- Steven Weber als Clark Rivingham
- Kim Delaney als Mary Rivingham
- William McNamara als Ricky Nelson
- Erin Wright als Janis Joplin
- Tony Rickards als Roy Orbison
- Kristian Schmid als Buddy Holly
- Che Timmins als Jimi Hendrix
- Joe Sagal als „Bürgermeister“ Elvis Presley

Das Ehepaar Clark und Mary Rivingham verirrt sich zufällig in die Kleinstadt „Rock ’n’ Roll Heaven“, wo sie auf eine Reihe von Bewohnern treffen, die eine geradezu beängstigende Ähnlichkeit mit berühmten verstorbenen Rockstars aufweisen.

Tatsächlich laden die toten Musiklegenden die Rivinghams zu einem Konzert der besonderen Art ein. Eine Absage wird nicht akzeptiert, nicht in „Rock ’n’ Roll Heaven“.
Rock ’n’ Roll wird niemals sterben basiert auf der Kurzgeschichte Verdammt gute Band haben die hier (OT: You Know They Got A Hell Of A Band) aus Stephen Kings Kurzgeschichtensammlung Alpträume.

## Hintergrund
- Für die Serie konnten namhafte Schauspieler wie Oscargewinner William Hurt (bekennender King-Fan, der auch bereits Atlantis gemeinsam mit King als Hörbuch gelesen hat), Tom Berenger und William H. Macy verpflichtet werden. Richard Thomas, der Hauptdarsteller der Episode Autopsieraum 4, spielte bereits 1990 eine bedeutende Rolle in der Verfilmung von Stephen Kings Es.

- Die Serie wurde in den USA vom 12. Juli bis 8. August 2006 ausgestrahlt (jeweils zwei Episoden pro Termin) und ist mittlerweile auf DVD erschienen. Die Serie war in den USA ein großer Erfolg, vor allem wegen der schauspielerischen Leistungen und des technischen Aufwands.

- Während der gesamten Episode Battleground wird nicht ein Wort gesprochen.

## DVD-Veröffentlichung
- Nightmares and Dreamscapes: From the Stories of Stephen King / 7. Dezember 2007 / Warner Home Video